# 马克斯·赖因哈特

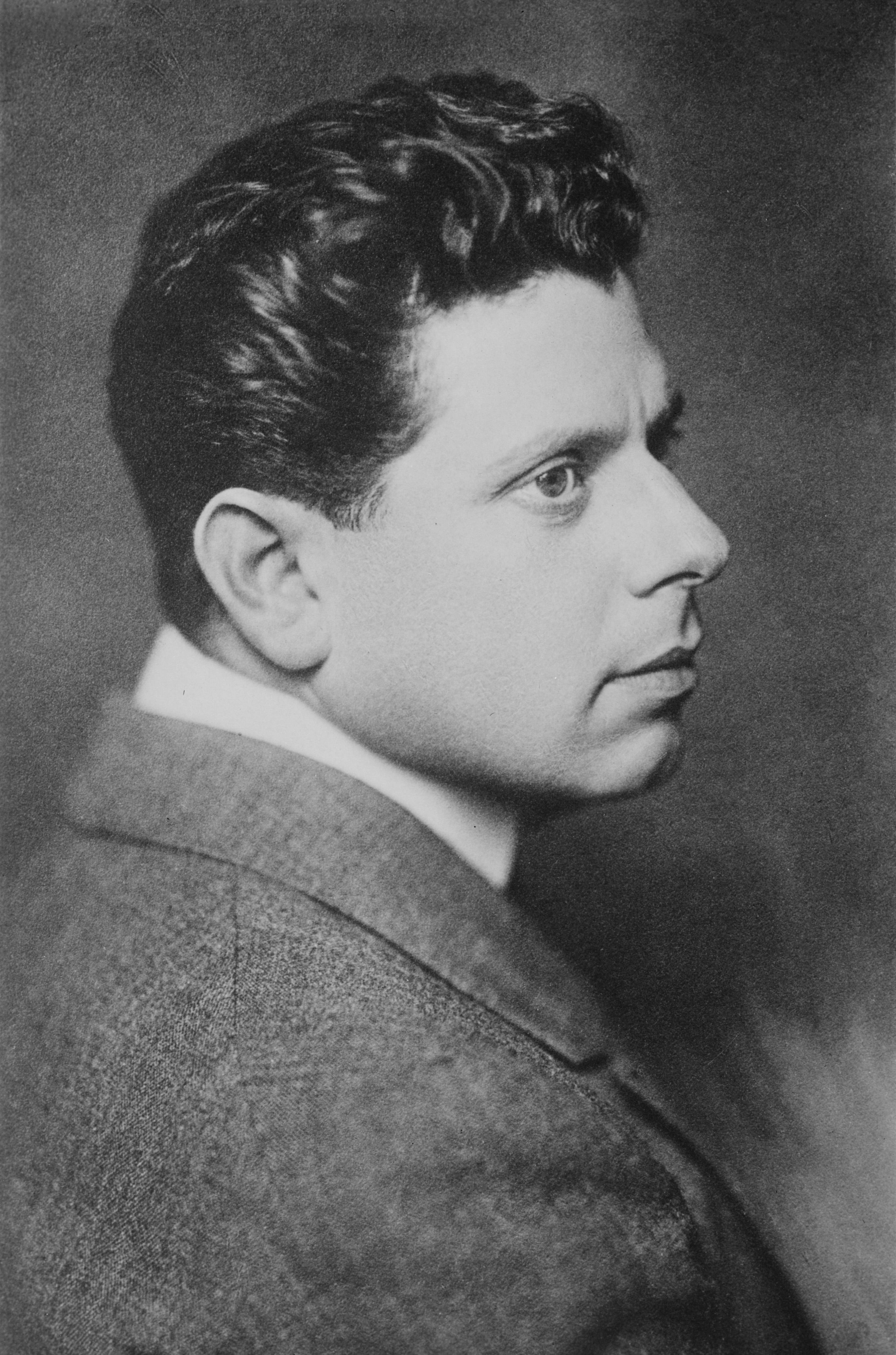
马克斯·赖因哈特

马克斯·赖因哈特（Max Reinhardt,，1873年9月9日—1943年10月30日）是一位出生在奥地利的戏剧和电影导演、剧院经理、戏剧制作人。赖因哈特的戏剧作品具有先锋派特征。
1935年，赖因哈特导演了自己在美国期间的第一部也是唯一一部电影《仲夏夜之梦》，这是一部改编自威廉·莎士比亚戏剧的表现主义电影。该片在德国遭国民教育与宣传部禁播。该片被禁播不仅因为約瑟夫·戈培爾将表现主义视作頹廢藝術，更因为赖因哈特是犹太人。